# Ландсберги
Ландсберг (нем. von Landsberg, пол. Landsberg) — дворянский род.
Происходит из Вестфалии, где предки его уже в начале XIV века владели поместьями и были рыцарями. Вильгельм фон Ландсберг в XVI веке переселился в Курляндию. В XVII веке две ветви рода Ландсберг поселились в Литве.
Род фон Ландсберг внесен в матрикул курляндского дворянства и в VI часть родословной книги Ковенской и Витебской губерний Российской империи.

## Описание герба
В золотом щите червленый пояс, на нем серебряная ромбовидная решетка.
Над щитом дворянский коронованный шлем. Нашлемник — золотая голова лисицы, обращенная вправо, с червленым языком и ошейником рисунка пояса в щите. Намет червленый с золотом. Герб рода Ляндзберг внесен в Часть 20 Общего гербовника дворянских родов Всероссийской империи, стр. 25.